# 99 (число)
99 (девяносто девять) — натуральное число, расположенное между числами 98 и 100.

## В математике
- 12-е триморфное число.
- Квадрат этого числа — 9801
- Число 99 является суммой суммы и произведения его цифр (18+81).
- Последнее число нулевого сота.

### Признак делимости на 99
Разбейте число на группы по 2 цифры справа налево (в самой левой группе может быть одна цифра) и найдите сумму этих групп, считая их двузначными числам. Эта сумма делится на 99 тогда и только тогда, когда само число делится на 99.

### Проверка правильности ручных вычислений
Остаток от деления на 99 суммы, разности или произведения двух чисел равен остатку от деления на 99 суммы, разности или произведения остатков этих чисел при делении на 99. Если результат ручных вычислений удовлетворяет этому правилу, то вычисления являются правильными.
- Число Капрекара (99² = 9801, 98 + 01 = 99).

## В науке
- Атомный номер Эйнштейния

## Преобразования
Изображение числа 99 является зеркальным перевёрнутым отражением изображением числа 66 (ось проходит по верхней части изображения)

## В религии
В исламе чётки (субха) имеют 99 бусин.
О 99 овцах и 99 праведниках говорится в Библии:
«Кто из вас, имея сто овец, и потеряв одну из них, не оставит девяносто девяти в пустыне и не пойдёт за пропавшею, пока не найдёт её?»  Евангелие от Луки, гл. 15, стих 4
«...на небесах более радости будет об одном грешнике кающемся, нежели о девяносто девяти праведниках, не имеющих нужды в покаянии» Лука, 15: 7.
В Коране также говорится о 99 овцах, правда в другом контексте (Коран, 38: 22 - 23).

## В других областях
- 99 год; 99 год до н. э., 1999 год
- 99 день в году — 9 апреля (в високосный год — 8 апреля)
- 9910 ASCII-номер символа «c»
- 99 — Код ГИБДД-ГАИ Москвы.
- В радиолюбительской связи заменяет фразу «Я не желаю с Вами работать». Также свои значения имеют числа 55, 73 и 88.
- «99 франков» — роман Фредерика Бегбедера.
- «99 бутылок пива» — популярная американская народная песня
- Номер Уэйна Гретцки
- Номер Хорхе Лоренсо
- На ценниках товаров часто используется число 99 (например 7,99) что считается маркетинговой уловкой, т.к. человеческий мозг в первую очередь воспринимает первую цифру "7" и уже не осознаёт, что 7,99 - это практически 8.